# Justitsminister (Sverige)
Sveriges justitsminister, (officielt: statsrådet och chefen för Justitiedepartementet, eller i dagligt tale: justitieministern) er en minister i den svenske regering.
Den nuværende post som fagminister blev oprettet i 1876. Ministeriet (departementet) er dog fra 1840. 

## Justitsministre
Denne liste er ufuldstændig; hjælp gerne med at udfylde den.
- 1876–1879: Louis De Geer d. æ.
- 1901–1902: Hjalmar Hammarskjöld
- marts–juni 1920: Östen Undén
- 1926–1928: Johan Thyrén
- 1969–1976: Lennart Geijer
- november 1983: Anna-Greta Leijon (konstitueret)
- 1987–1988: Anna-Greta Leijon
- 1988–1991: Laila Freivalds (1. gang)
- 1994–2000: Laila Freivalds (2. gang)
- 2006–2014: Beatrice Ask